# Pristimantis ventrimarmoratus
Espèce
Synonymes
- Hylodes ventrimarmoratus Boulenger, 1912
- Eleutherodactylus ventrimarmoratus Boulenger, 1912
- Eleutherodactylus ventrivittatus Andersson, 1945

Statut de conservation UICN

 LC  : Préoccupation mineure
Pristimantis ventrimarmoratus est une espèce d'amphibiens de la famille des Craugastoridae.

## Répartition
Cette espèce se rencontre jusqu'à 1 700 m d'altitude dans le haut bassin de l'Amazone, :
- dans l'est de l'Équateur ;
- dans l'est du Pérou ;
- dans l'est de la Bolivie.

Sa présence est incertaine au Brésil.

## Description
L'holotype mesure 37 mm.

## Publication originale
- Boulenger, 1912 : Descriptions of new Batrachians from the Andes of South America, preserved in the British Museum. Annals and Magazine of Natural History, sér. 8, vol. 10, p. 185-191 (texte intégral).